# 우에다 미유키
우에다 미유키(일본어: 上田 みゆき うえだ みゆき[*])는 일본의 배우, 성우이다. 1954년 6월 2일 도쿄 출생.

## 대표작
- 기동전사 건담 - 이세리나 에센바하
- 초전자로보 컴배틀러 V - 난바라 치즈루
- 초전자머신 볼테스 V - 오카 메구미
- 투장 다이모스 - 에리카
- 우주의 기사 테카맨 - 아마치 히로미
- 마경전설 아크로번치 - 캐서린
- 미유키 - 카시마 미유키의 엄마
- 바이스 크로이츠 - 렉스(초대)
- 베르사이유의 장미 - 마리 앙투아네트
- 시티헌터 - 이와사키 메구미
- 과학닌자대 갓차맨 - 판도라 박사
- 안녕히 우주전함 야마토 사랑의 전사들 - 테레사
- 우주전함 야마토 새로운 여행, 야마토여 영원히 - 스타샤